# Tramway de Szczecin
Le tramway de Szczecin est le réseau de tramway de la ville de Szczecin, en Pologne. Il est composé de treize lignes. La longueur totale du réseau est de 119 km, et l'écartement des voies de 1 435 mm.

## Historique

### Traction vapeur
C'est le 23 août 1879 que le tramway à traction hippomobile fait son apparition entre pl. Gałczyńskiego et ul. Staszica en empruntant pl.Zwycięstwa. 

## Réseau actuel

### Aperçu général
11 lignes sont actuellement en exploitation :
| Ligne | Trajet |
| ----- | --- |
| (1)   | Osiedle Zawadzkiego ↔ Potulicka Szafera – Wojska Polskiego – Piłsudskiego – Matejki – Plac Żołnierza Polskiego – Niepodległości – 3 Maja – Narutowicza – Potulicka                                                                    |
| (2)   | Dworzec Niebuszewo ↔ Turkusowa Orzeszkowej – Asnyka – Kołłątaja – Wyzwolenia – Niepodległości – Wyszyńskiego – Energetyków – Gdańska – Eskadrowa – Hangarowa – Jaśminowa                                                              |
| (3)   | Osiedle Zawadzkiego ↔ Pomorzany Szafera – Arkońska – Niemierzyńska – Krasińskiego – Wyzwolenia – Niepodległości – Dworcowa – Nowa – Kolumba – Chmielewskiego – Smolańska                                                              |
| (5)   | Osiedle Zawadzkiego ↔ Stocznia Szczecińska Szafera – Sosabowskiego – Żołnierska – Mickiewicza – Bohaterów Warszawy – Jagiellońska – Piastów – Piłsudskiego – Matejki – Malczewskiego – Parkowa – Dubois – Firlika                     |
| (6)   | Gocław ↔ Pomorzany Lipowa – Światowida – Strzałowska – Wiszesława – Dębogórska – Ludowa – Druckiego-Lubeckiego – Stalmacha – Nocznickiego – Firlika – Łady – Jana z Kolna – Nabrzeże Wieleckie – Kolumba – Chmielewskiego – Smolańska |
| (7)   | Osiedle Zawadzkiego ↔ Turkusowa Szafera – Sosabowskiego – Żołnierska – Mickiewicza – Bohaterów Warszawy – Krzywoustego – Plac Zwycięstwa – Wyszyńskiego – Energetyków – Gdańska – Eskadrowa – Hangarowa – Jaśminowa                   |
| (8)   | Gumieńce ↔ Turkusowa Kwiatowa – Ku Słońcu – Sikorskiego – Krzywoustego – Plac Zwycięstwa – Wyszyńskiego – Energetyków – Gdańska – Eskadrowa – Hangarowa – Jaśminowa                                                                   |
| (9)   | Głębokie ↔ Potulicka Wojska Polskiego – Wawrzyniaka – Bohaterów Warszawy – Krzywoustego – Plac Zwycięstwa – Niepodległości – 3 Maja – Narutowicza – Potulicka                                                                         |
| (10)  | (Głębokie ↔) Las Arkoński ↔ Plac Rodła ↔ Gumieńce (Wojska Polskiego – Arkońska –) Niemierzyńska – Krasińskiego – Wyzwolenia – Niepodległości – Plac Zwycięstwa – Krzywoustego – Sikorskiego – Ku Słońcu – Kwiatowa                    |
| (11)  | Ludowa ↔ Pomorzany Ludowa – Druckiego-Lubeckiego – Stalmacha – Nocznickiego – Firlika – Dubois – Parkowa – Malczewskiego – Matejki – Piłsudskiego – Piastów – Powstańców Wielkopolskich – Budziszyńska                                |
| (12)  | Dworzec Niebuszewo ↔ Pomorzany Orzeszkowej – Asnyka – Kołłątaja – Wyzwolenia – Piłsudskiego – Piastów – Powstańców Wielkopolskich – Budziszyńska                                                                                      |

### Matériel roulant
En 2012, une commande de 22 rames Swing de PESA est passée pour un montant de 165,8 millions de zloty. Les rames seront livrées entre mars 2013 et mars 2014.
|  | Type                  | Mise en service | Nombre |
|  | --------------------- | --------------- | ------ |
|  | Konstal 105Ng/2015    | 2000            | 12     |
|  | Konstal 105N2k/S/2000 | 2001            | 14     |
|  | Protram 105N2k/D/2000 | 2007            | 6      |
|  | Moderus Alfa 105N HF  | 2008            | 14     |
|  | Tatra KT4D            | 2006            | 72     |
|  | Tatra T6A2D           | 2008            | 48     |
|  | PESA 120Na Swing      | 2010/2013       | 28     |
|  | Moderus Beta          | 2014/2018/2021  | 10     |
|  |                       | Total           | 201    |